# Ismaning
Ismaning je město, ležící na řece Isar v okrese Mnichov na severu spolkové země Horní Bavorsko v Německu. K 31. prosinci 2020 mělo 17 650 obyvatel.
Sousedními městy jsou Eching, Hallbergmoos a jeho místní část Erching, všechny v zemském okrese Freising. Na jihu sousedí s obcemi Aschheim a Unterföhring v okrese Mnichov a na západě s městy Garching u Mnichova a Mnichov.

## Historie

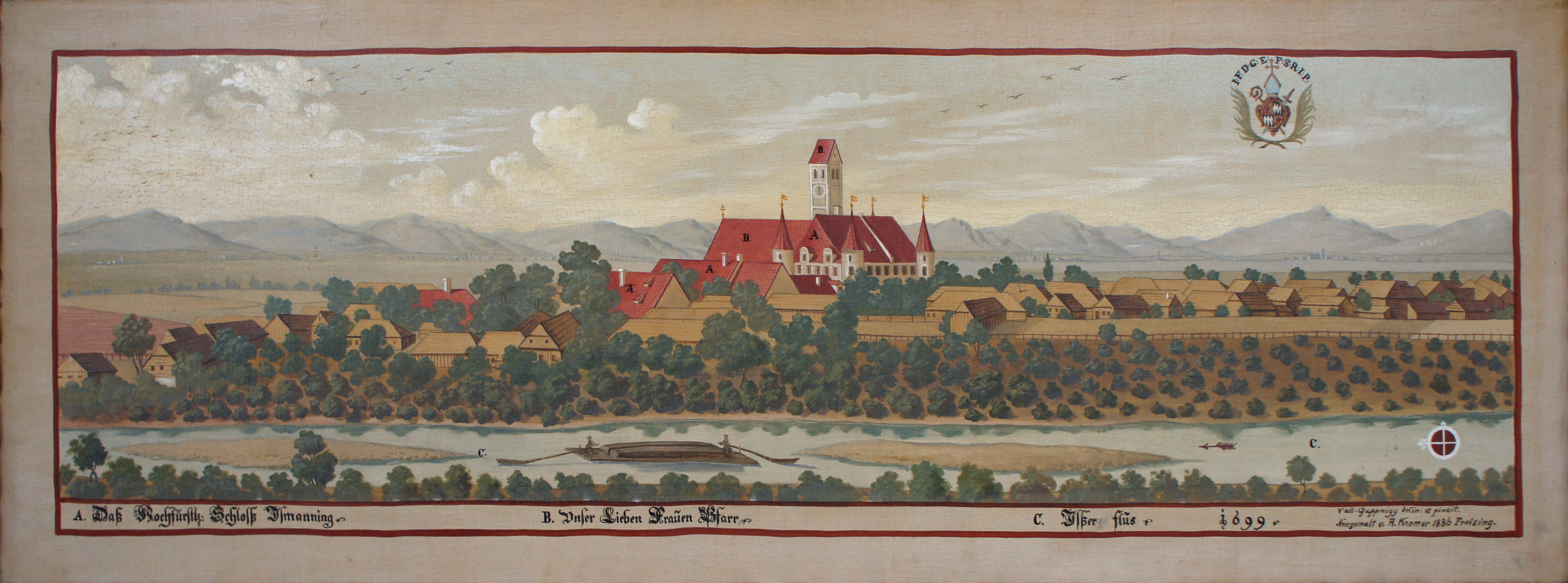
Biskupský zámek a věž mariánského kostela v Ismaningu na obraze z roku 1699

Sídlo kmene Bajuwarů (Bavorů) je poprvé písemně zmíněno v kronice z přelomu 6./7. století. V roce 809 bylo zmíněno ve sporu su biskupem Attou z Freisingu. Roku 1319 Ismaning patřil mezi vesnice získané bavorským vévodou a pozdějším německým císařem Ludvíkem Bavorem a stal se základem hrabství Ismaning na panství freisingských knížat - biskupů.
Roku 1530 si biskup Filip z Freisingu dal postavil čtyřkřídlý renesanční zámek, který během Třicetileté války v roce 1632 vyplenila švédská vojska. Po ní vymřela více než polovina obyvatel na mor. V letech 1716–1724 se barokně přestavěný zámek stal rezidencí knížete-biskupa Johanna Franze Eckhera z Kapfingu a Liechtenecku a jeho následovníků.
V letech 1802–1803 došlo k sekularizaci zdejšího panství freisingských biskupů a ke zrušení kláštera. Architekturu města zásadně zdevastovaly kobercové nálety za druhé světové války.
Roku 1932 byl nad městem vztyčen první rozhlasový vysílač, jehož dřevěná vysílací věž byla unikátní technickou památkou, v roce 1983 byla zbourána jako poslední svého druhu v Německu.

## Památky

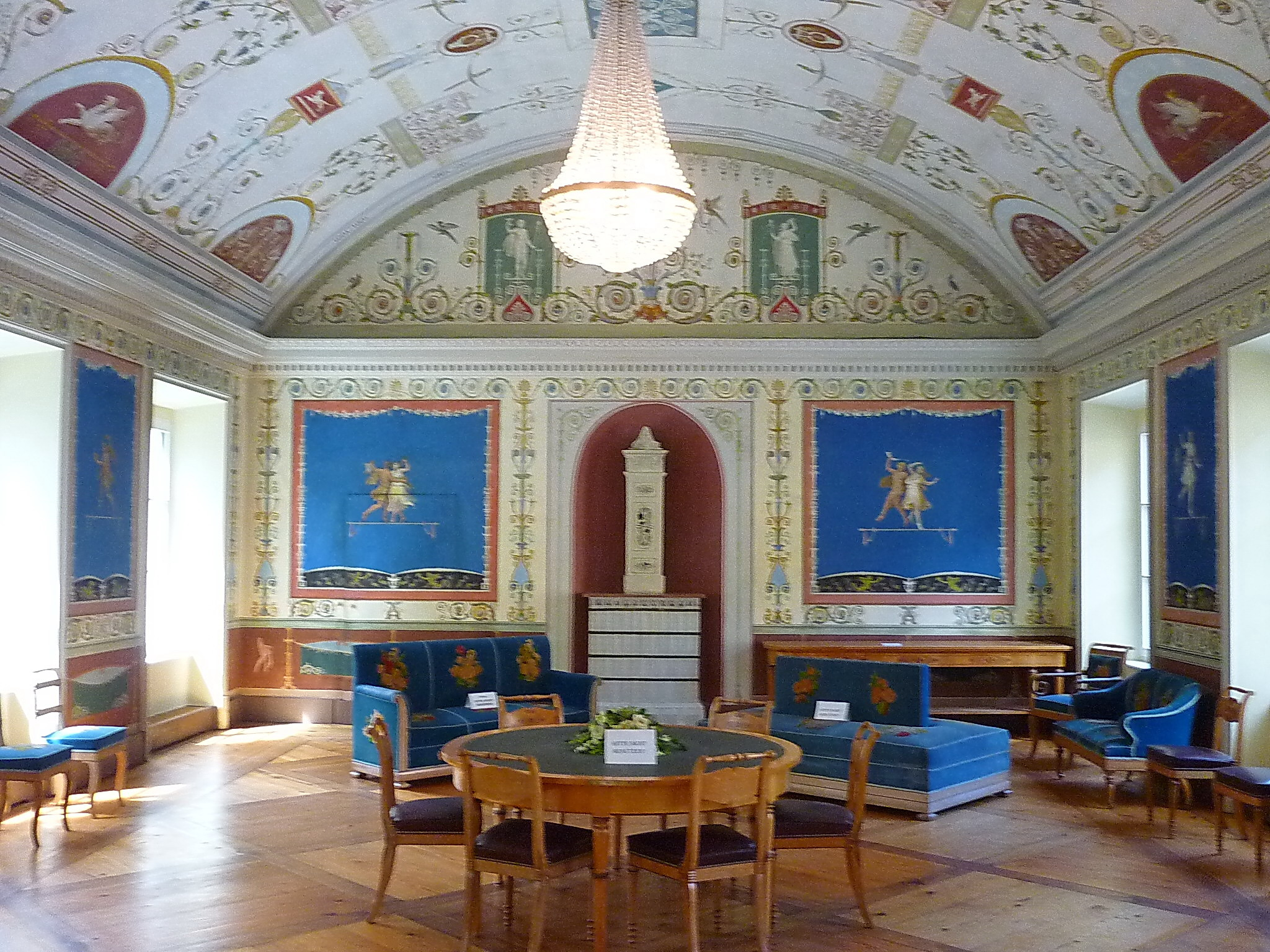
Modrý sál na zámku v Ismaningu, arch. Leo von Klenze, kolem 1807

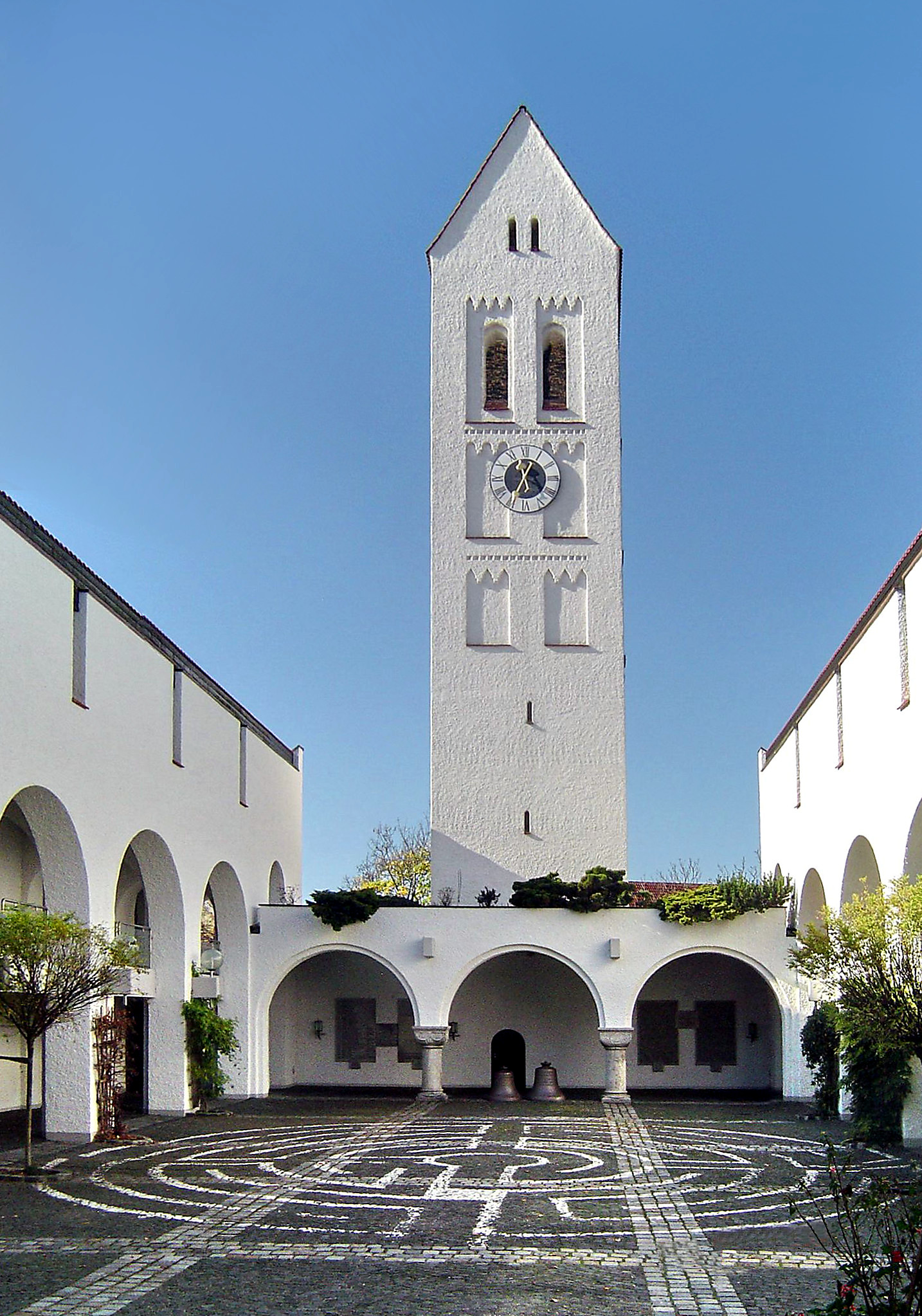
Dvůr kostela sv. Jana Křtitele

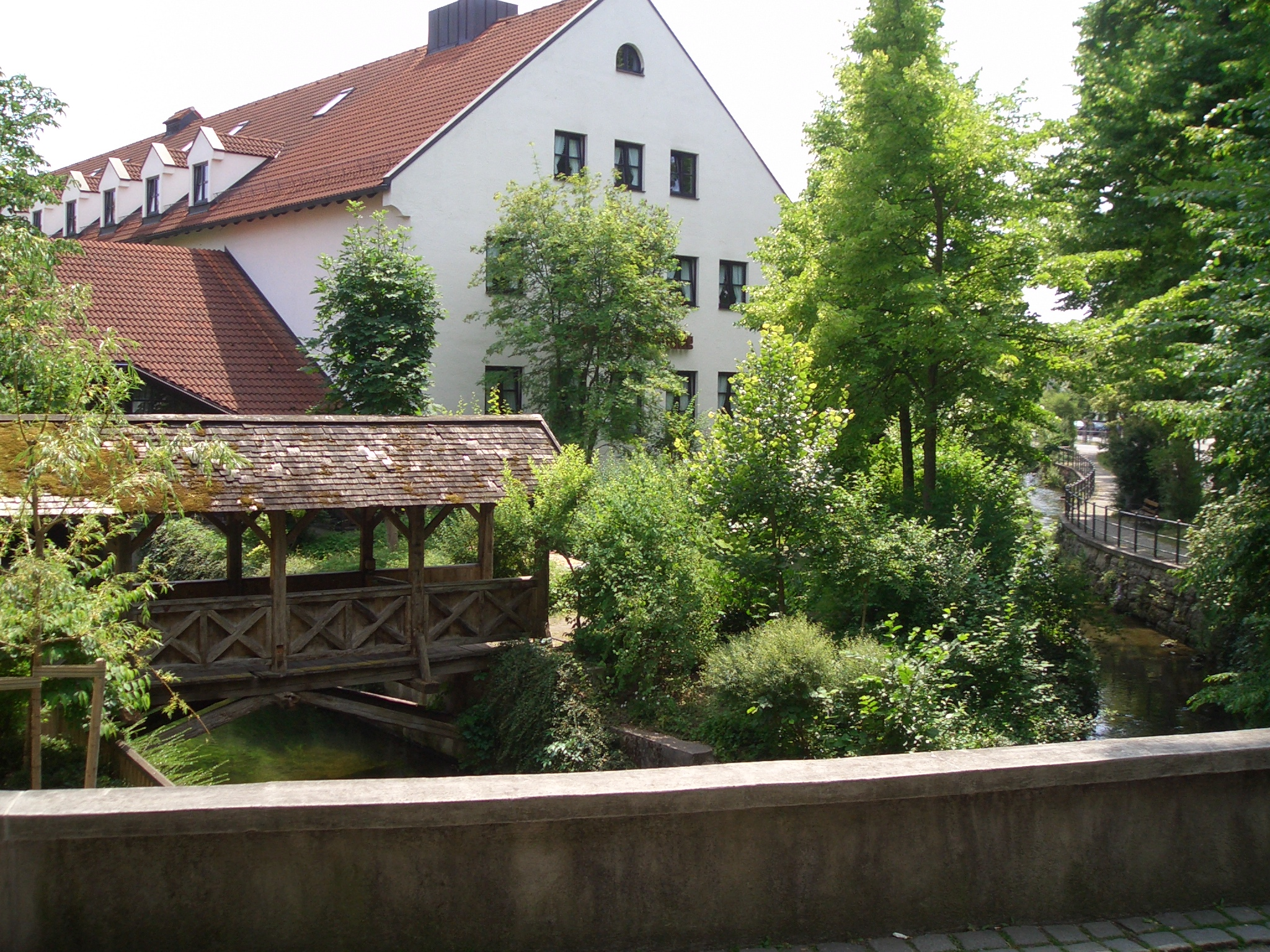
Hotel a restaurace Zur Mühle

- Zámek – původně renesanční čtyřkřídlý lovecký zámek a letní rezidence biskupa Filipa z Freisingu se 4 válcovými nárožními věžemi; v letech 1716–1724 jej barokně přestavěl a rozšířil o hospodářské budovy Johann Baptist Fischer; sloužil nadále jako rezidence freisingských biskupů; ve stylu klasicismu jej adaptoval architekt Leo von Klenze v letech 1807–1815 pro Eugena de Beauharnais, Napoleonova nevlastního syna a jeho manželku, princeznu Augustu Amálii, dceru bavorského krále Maximiliána I. Josefa Bavorského. Za druhé světové války byl zčásti vybombardován a po té adaptován pro radnici, jíž slouží dosud.[2] Zámecké muzeum a anglický romantický park jsou otevřeny pro veřejnost.
- Kostel sv. Jana Křtitele (Johanniskirche), novostavba z let 1974–1975 nahradila vybombardovaný barokní chrám z let 1678–1685, dochovaly se základy gotické věže ze 13. století a novobarokní dvůr z počátku 20. století.
- Novobarokní budova fary z počátku 20. století
- Gasthaus zur Mühle, hotel a restaurace v dvoupatrové budově vodního mlýna z období lidového baroka, dochováno zdivo ze 17. století
- Starý hřbitov (Alter Friedhof) s pozdně klasicistní budovou kaple z roku 1873
- Dva válečné pomníky: obětem prusko-rakouské války (1866–1873) a obětem první světové války

## Sport
- Zimní běžecká série - závody pro veřejnost, konají se každoročně od poloviny prosince do ledna.[3]
- Tenisový areál je každoročně místem konání mezinárodního tenisového challengeru mužů ITF (v říjnu ) a žen (v listopadu).